# Битти (тауншип, Миннесота)
Битти (англ. Beatty) — тауншип в округе Сент-Луис, Миннесота, США. На 2000 год его население составило 434 человека.

## География
По данным Бюро переписи населения США площадь тауншипа составляет 207,0 км², из которых 168,9 км² занимает суша, а 38,1 км² — вода (18,41 %).

## Демография
По данным переписи населения 2000 года здесь находились 434 человека, 198 домохозяйств и 149 семей.  Плотность населения —  2,6 чел./км².  На территории тауншипа расположена 681 постройка со средней плотностью 4,0 построек на один квадратный километр. Расовый состав населения: 97,93 % белых, 0,23 % коренных американцев, 0,92 % — других рас США и 0,92 % приходится на две или более других рас. Испанцы или латиноамериканцы любой расы составляли 0,46 % от популяции тауншипа.
Из 198 домохозяйств в 18,2 % воспитывались дети до 18 лет, в 72,7 % проживали супружеские пары, в 2,0 % проживали незамужние женщины и в 24,7 % домохозяйств проживали несемейные люди. 22,2 % домохозяйств состояли из одного человека, при том 8,1 % из — одиноких пожилых людей старше 65 лет. Средний размер домохозяйства — 2,19, а семьи — 2,53 человека.
15,9 % населения — младше 18 лет, 3,0 % — в возрасте от 18 до 24 лет, 17,7 % — от 25 до 44, 40,8 % — от 45 до 64, и 22,6 % — старше 65 лет. Средний возраст — 51 год. На каждые 100 женщин приходилось 112,7 мужчин.  На каждые 100 женщин старше 18 приходилось 113,5 мужчин.
Средний годовой доход домохозяйства составлял 43 542 доллара, а средний годовой доход семьи —  57 813 долларов. Средний доход мужчин —  42 500  долларов, в то время как у женщин — 26 786. Доход на душу населения составил 23 118 долларов. За чертой бедности находились 3,8 % семей и 6,6 % всего населения тауншипа, из которых 7,5 % младше 18 и 4,5 % старше 65 лет.